# Râul Claia
Râul Claia este un curs de apă, afluent al râului Câinele (Rarița). 